# Frank Coraci
Frank Coraci est un réalisateur, acteur et scénariste américain né le 3 février 1966 à New York (États-Unis).

## Filmographie

### Comme réalisateur
- 1995 : Coupable Innocence (en) (Murdered Innocence)
- 1998 : Wedding Singer : Demain, on se marie ! (The Wedding Singer)
- 1998 : Waterboy (The Waterboy)
- 2004 : Le Tour du monde en 80 jours (Around the World in 80 Days)
- 2006 : Click : Télécommandez votre vie
- 2010 : Zookeeper (The Zookeeper)
- 2012 : Prof poids lourd (Here Comes the Boom)
- 2014 : Famille recomposée (Blended)
- 2015 : The Ridiculous 6
- 2019 : Hot Air (en)

### Comme acteur
- 1995 : Coupable Innocence (en) (Murdered Innocence) : Wacko on bus
- 1998 : Waterboy (The Waterboy) : Robert 'Roberto' Boucher Sr.
- 2003 : Last Man Running : Rick's Roommate
- 2004 : Le Tour du monde en 80 jours (Around the World in 80 Days) : Angry Dapper (piéton)
- 2006 : Grandma's Boy : Cousin Steven
- 2006 : Click : Télécommandez votre vie : Male Nurse

### Comme scénariste
- 1995 : Coupable Innocence (en) (Murdered Innocence)